# Bodo Klimpel
Bodo Klimpel (* 12. November 1963 in Rourkela, Indien) ist ein deutscher Politiker (CDU). Er ist seit dem 1. November 2020 Landrat des Kreises Recklinghausen. Zuvor war er von 2004 bis 2020 Bürgermeister der Stadt Haltern am See.

## Leben
Bodo Klimpel wurde in Rourkela im indischen Bundesstaat Odisha geboren, weil sein Vater dort beim Bau eines deutschen Stahlwerks als Schlosser auf Montage war. Aufgewachsen ist Bodo Klimpel in Kaarst.
Ausgebildet wurde er zum Verwaltungsfachmann bei der Stadt Kaarst. Nach einem Studium arbeitete er für verschiedene Bereiche der Kämmerei der Stadt Düsseldorf. Im Jahr 2001 wurde er Kämmerer der Stadt Haltern am See.
Bodo Klimpel ist verheiratet und hat einen Sohn und eine Tochter.

## Politische Ämter

### Bürgermeister
Seit September 2004 war Bodo Klimpel Bürgermeister von Haltern am See. Gewählt wurde er mit 50,7 Prozent der gültigen Stimmen. Er setzt sich unter anderem für die Ganztagsbetreuung an Schulen ein. Seit 2006 ist er Vorsitzender des Unterstützungsvereins des Technischen Hilfswerks Haltern. 2009 wurde er mit 74,2 Prozent der gültigen Stimmen wiedergewählt, wobei er beispielsweise im Wahlbezirk Grundschule Silverberg mehr als 30 Prozentpunkte gegenüber der Wahl 2004 zulegen konnte. Bei der Bürgermeisterwahl 2014 erhielt er nur noch 52,5 Prozent der gültigen Stimmen, wurde damit allerdings klar im Amt bestätigt.
Überregionale Bekanntheit erlangte Bodo Klimpel 2015 im Zusammenhang mit dem Absturz des Germanwings-Fluges 9525, bei dem 16 Schüler und zwei Lehrerinnen des örtlichen Joseph-König-Gymnasiums ums Leben kamen und Klimpel mehrfach vor die teils internationale, teils lokale Presse trat, die über dieses Unglück berichtete.
Während Bodo Klimpels Amtszeit trat die Stadt Haltern am See im Mai 2018 den Mayors for Peace bei.
Zur Wahl zum Bürgermeister von Haltern am See im September 2020 trat Klimpel nach 16 Jahren im Amt nicht erneut an. Sein Nachfolger in Haltern wurde Andreas Stegemann (CDU).

### Landrat
Im Juni 2020 wurde Klimpel für die anstehende Kommunalwahl im September zum gemeinsamen Kandidaten von CDU und FDP für das Amt des Landrates im Kreis Recklinghausen nominiert. In der Landratswahl am 13. September erhielt Klimpel mit 38,3 Prozent der gültigen Stimmen das beste Ergebnis. In der Stichwahl der Landratswahl am 27. September 2020 erzielte er 50,5 Prozent der gültigen Stimmen und wurde damit als Nachfolger von Cay Süberkrüb (SPD) zum Landrat gewählt.

### Weitere Ämter
Klimpel ist Vorsitzender des Verbandsrates des Lippeverbands. 2020 wurde er ins Ruhrparlament gewählt.